# Mai 1904

## Événements
- 4 mai : reprise, par les Américains, des travaux de percement du canal de Panama laissé vacant par le Français Ferdinand de Lesseps, à la suite du Scandale de Panama.

- 23 mai : 
  - création à Paris de la FIFA (Fédération internationale de football);
  - premier vol du Wright Flyer II.

- 25 mai : à Ostende, Pierre de Caters établit un nouveau record de vitesse terrestre : 156,50 km/h.

## Naissances en mai 1904
- 2 mai : Maurice Estève, peintre français († 29 juin 2001).
- 3 mai : Charles Sauriol, naturaliste.
- 9 mai : Gregory Bateson, anthropologue, psychologue et épistémologue américain († 4 juillet 1980).
- 11 mai : Salvador Dalí, peintre espagnol († 23 janvier 1989).
- 13 mai : Earle Birney, poète.
- 17 mai : 
  - Fernand Dineur, auteur de bande dessinée belge.
  - Jean Gabin, acteur français († 15 novembre 1976).
- 18 mai : François Marty, cardinal français, archevêque de Paris († 16 février 1994).
- 20 mai : Hernando Viñes, peintre espagnol († 24 février 1993).
- 29 mai : Mammad Arif Dadachzade, écrivain azéri († 27 décembre 1975).

## Décès en mai  1904
- 1er mai : Antonín Dvořák, compositeur tchèque (° 8 septembre 1841).
- 6 mai : Franz von Lenbach, peintre allemand  (° 13 décembre 1836).
- 10 mai : Henry Morton Stanley, explorateur britannique. (° 28 janvier 1841).